# Chikkanareppanahalli, Chik Ballapur
Chikkanareppanahalli là một làng thuộc tehsil Chik Ballapur, huyện Kolar, bang Karnataka, Ấn Độ.